# Epicypta brasiliana
Epicypta brasiliana är en tvåvingeart som beskrevs av Edwards 1932. Epicypta brasiliana ingår i släktet Epicypta och familjen svampmyggor. Inga underarter finns listade i Catalogue of Life.